# Frank Zappa
Frank Vincent Zappa (ur. 21 grudnia 1940 w Baltimore, zm. 4 grudnia 1993 w Los Angeles) – amerykański muzyk rockowy, jazzowy, wokalista, kompozytor oraz autor tekstów, lider zespołu The Mothers of Invention. Także aktor, reżyser, producent i scenarzysta filmowy.

## Życiorys
W wieku 15 lat Zappa był w sześciu różnych szkołach średnich. Jako uczeń Zappa był znudzony na lekcjach i rozpraszał resztę klasy. Utrzymywał pogardę dla formalnej edukacji przez całe swoje życie, zabierając swoje dzieci ze szkoły kiedy skończyły 15 lat oraz odmawiając płacenia za ich college. ,,Czasy szkolne” minęły mu na niechodzeniu do szkoły. Pomimo niechęci do nauki, Zappa ukończył szkołę średnią Antelope Valley High School w 1958 roku.

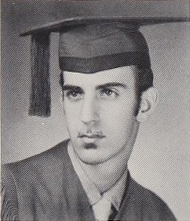
Zdjęcie Zappy z 1958

Zajmował się muzyką od młodości. Obok rhythm and bluesa interesowała go współczesna muzyka poważna (promotorem jego twórczości w tej dziedzinie był John Adams). Około kwietnia 1964 wstąpił do zespołu „Soul Giants” i niedługo potem zmienił ich nazwę na „The Mothers of Invention”. Grupa ta istniała do 1971 i potem krótko w połowie lat 70. Nagrał dziesiątki płyt, zawierających muzykę rockową, poważną, pastisze przebojów muzyki popularnej, jazz-rock i wiele innych. Najlepiej sprzedającym się albumem był Sheik Yerbouti – sprzedano ponad 2 mln kopii. Bardzo apodyktyczny, narzucający innym swą wolę, ale też niezwykle inteligentny muzyk, gitarzysta-wirtuoz. Szydził z telekaznodziejów, reklamy, polityków, pozerów, cenzury, w ironiczny sposób ukazując życie w Ameryce. W jego zespole grali m.in. George Duke, Steve Vai, Terry Bozzio, Adrian Belew, Vinnie Colaiuta, Jean-Luc Ponty, Michael Brecker, Randy Brecker, Don „Sugarcane” Harris, Jeff Berlin, Aynsley Dunbar, Alex Dmochowski i Captain Beefheart. W swojej muzyce nie uznawał ograniczeń, sięgał do rocka, popu, soulu, współczesnej muzyki poważnej, jazzu, muzyki awangardowej, muzyki aleatorycznej, pastiszu, muzyki konkretnej, muzyki barokowej, renesansowej, neoromantycznej.
W 1990 r. prezydent Czechosłowacji Václav Havel zaprosił do Pragi uwielbianego przez siebie Zappę, podobno proponując mu nawet tekę ministra kultury. Ten miał odmówić.

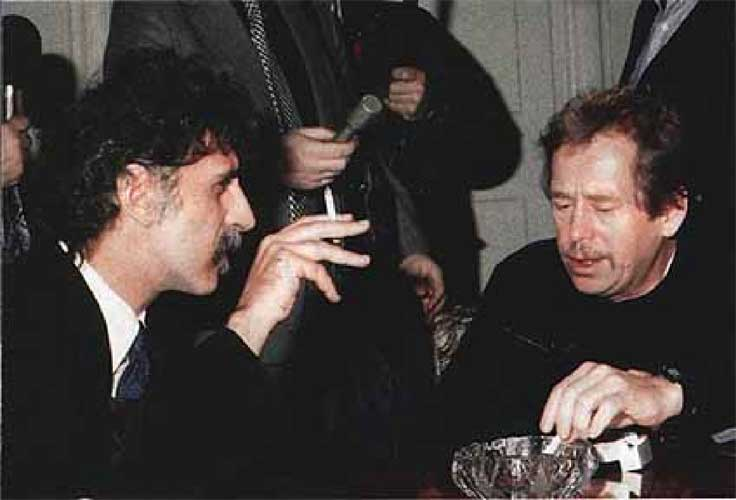
Frank Zappa z prezydentem Václavem Havlem

### Śmierć
Zmarł 4 grudnia 1993 roku na raka prostaty.

## Życie prywatne
W latach 1960–1964 jego żoną była Kathryn J. „Kay” Sherman. W 1967 ożenił się z Adelaide Gail Sloatman, z którą był do swojej śmierci. Mieli czworo dzieci: Moon Unit, Dweezil, Ahmet Emuukha Rodan i Diva Thin Muffin Pigeen. Gail Zappa zarządzała biznesowo-muzycznym majątkiem rodzinnym prawnie ustawionym jako Zappa Family Trust aż do jej śmierci 8 października 2015 roku.

## Poglądy

### Poglądy religijne
Był ateistą. Znana była stanowcza niechęć Zappy do Kościoła i religii chrześcijańskiej, której szkodliwość uznawał za równą narkotykom i wojnom. Nie mógł zrozumieć, jak można budować "całą tę desperacką socjologię na pomyśle, że istnieje Facet w Chmurach, który ma Wielką Księgę, który wie, czy jesteście źli czy dobrzy, i którego to obchodzi". ,,Budować to wszystko na tym, ludzie, to przecież myślenie godne szympansa". Chrześcijaństwo nazywał religią w najwyższym stopniu antyintelektualistyczną. Szydził z telewizyjnych kaznodziejów. Zapewniał jednak, że nie przeszkadza mu, iż ktoś odczuwa potrzebę przynależenia do jakiejś religii.

### Poglądy na narkotyki
Zappa stwierdził: „Narkotyki nie stają się problemem, dopóki osoba, która je bierze, nie zrobi ci czegoś, co mogłoby wpłynąć na twoje życie, a czego nie chcesz, żeby ci się przytrafiło, jak pilot samolotu, który rozbił się, bo był pełen narkotyków”.

## Dyskografia
Źródło.
- Freak Out! (27.06.1966 Verve V/V6-5005-2 2LP)
- Absolutely Free (26.06.1967 Verve V/V6-5013 LP)
- We're Only in It for the Money (4.03.1968 Verve V/V6-5045 LP)
- Lumpy Gravy (13.05.1968 Verve V/V6-8741 LP)[10] – Uwaga! Częstym błędem jest podawanie tej płyty na trzecim miejscu w dyskografii. Tak naprawdę wydana została jako czwarta, gdyż pierwotna data wydania z 1967 została anulowana. Z drugiej strony www.zappa.com podaje ją jako trzecią.
- Cruising with Ruben & the Jets (2.12.1968 Verve V/V6-5055 LP)
- Mothermania (24.03.1969 Verve V6-5068 LP)
- Uncle Meat (21.04.1969 Bizarre/Reprise 2MS 2024 2LP)
- Hot Rats (10.11.1969 Bizarre/Reprise RS 6356 LP)
- Burnt Weeny Sandwich (23.02.1970 Bizarre/Reprise RS 6370 LP)
- Weasels Ripped My Flesh (24.08.1970 Bizarre/Reprise MS 2028 LP)
- Chunga’s Revenge (2.11.1970 Bizarre/Reprise MS 2030 LP)
- Fillmore East – June 1971 (9.08.1971 Bizarre/Reprise MS 2042 LP)
- 200 Motels (18.10.1971 United Artists UAS 9956 2LP)
- Just Another Band From L.A. (10.04.1972 Bizarre/Reprise MS 2075 LP)
- Waka/Jawaka (7.08.1972 Bizarre/Reprise MS 2094 LP)
- The Grand Wazoo (11.12.1972 Bizarre/Reprise MS 2093 LP)
- Over-Nite Sensation (24.09.1973 DiscReet MS 2149 LP)
- Apostrophe (1.04.1974 DiscReet DS 2175 LP)
- Roxy & Elsewhere (10.09.1974 DiscReet 2DS 2202 2LP)
- One Size Fits All (25.06.1975 DiscReet DS 2216 LP)
- Bongo Fury (2.10.1975 DiscReet DS 2234 LP)
- Zoot Allures (8.11.1976 Warner Bros. BS 2970 LP)
- Zappa in New York (1.07.1977 DiscReet 2D 2290 2LP)
- Studio Tan (2.10.1978 DiscReet DSK 2291 LP)
- Sleep Dirt (5.02.1979 DiscReet DSK 2292 LP)
- Sheik Yerbouti(inne języki) (5.03.1979 Zappa SRZ-2-1501 2LP)
- Orchestral Favorites (21.05.1979 DiscReet DSK 2294 LP)
- Joe’s Garage Act I (3.09.1979 Zappa SRZ-1-1603 LP)
- Joe’s Garage Acts II & III (19.11.1979 Zappa SRZ-2-1502 2LP)
- Tinseltown Rebellion (11.05.1981 Barking Pumpkin PW2 37336 2LP)
- Shut Up 'N Play Yer Guitar (11.05.1981 Barking Pumpkin BPR 1111 LP)
- Shut Up 'N Play Yer Guitar Some More (11.05.1981 Barking Pumpkin BPR 1112 LP)
- Return of the Son of Shut Up ’N Play Yer Guitar (11.05.1981 Barking Pumpkin BPR 1113 LP)
- You Are What You Is (23.09.1981 Barking Pumpkin PW2 37537 2LP)
- Ship Arriving Too Late To Save A Drowning Witch (3.05.1982 Barking Pumpkin FW 38066 LP)
- The Man From Utopia (4.04.1983 Barking Pumpkin FW 38403 LP)
- Baby Snakes (4.04.1983 Barking Pumpkin BPR 1115 LP)
- London Symphony Orchestra/Zappa Vol. I (9.06.1983 Barking Pumpkin FW 38820 LP)
- Boulez conducts Zappa: The Perfect Stranger (23.08.1984 Angel DS-38170 LP)
- Them or Us (18.10.1984 Barking Pumpkin SVBO-74200 2LP)
- Thing-Fish (21.11.1984 Barking Pumpkin SKCO-74201 3LP)
- Francesco Zappa (21.11.1984 Barking Pumpkin ST-74202 LP)
- The Old Masters Box One (19.04.1985 Barking Pumpkin BPR 7777 7LP)
- FZ Meets the Mothers of Prevention (21.11.1985 Barking Pumpkin ST-74203 LP)
- Does Humor Belong in Music? (27.01.1986 UK EMI CDP 7 46188 2 CD) – początkowo ta pozycja nie należała do oficjalnej dyskografii, po reedycji z inną okładką (18.04.1995 Rykodisc RCD 10548 CD) zaliczona do dyskografii z numerem 45.
- The Old Masters Box Two (25.11.1986 Barking Pumpkin BPR 8888 8LP)
- Jazz from Hell (25.11.1986 Barking Pumpkin ST-74205 LP)
- London Symphony Orchestra vol. II (17.09.1987 Barking Pumpkin SJ-74207 LP)
- The Old Masters Box Three (30.12.1987 Barking Pumpkin BPR 9999 9LP)
- Guitar (26.04.1988 Barking Pumpkin D1 74212 2LP, RCD 10079, RCD 10080 | Zappa Records CDD ZAPPA 6 2CD)
- You Can’t Do That on Stage Anymore vol 1 (9.05.1988 Rykodisc RCD 10081/82 | Zappa Records CDD ZAPPA 8 2CD)
- You Can’t Do That on Stage Anymore vol 2 (10.10.1988 Rykodisc RCD | Zappa Records CDD ZAPPA 9 10083/84 2CD, Barking Pumpkin Records – D1 74217 3LP)
- Broadway the Hard Way (25.10.1988 Barking Pumpkin D1 74218 LP, Rykodisc RCD 40096 | Zappa Records CDZAPPA 14 CD)
- You Can’t Do That on Stage Anymore vol 3 (13.11.1989 Rykodisc RCD 10085/86 | Zappa Records CDD ZAPPA 17 2CD)
- The Best Band You Never Heard In Your Life (16.04.1991 Barking Pumpkin D1 74233 | Zappa Records CDD ZAPPA 38 2CD)
- Make a Jazz Noise Here (4.06.1991 Barking Pumpkin D1 74234 | Zappa Records CDD ZAPPA 41 2CD)
- You Can’t Do That on Stage Anymore vol 4 (18.06.1991 Rykodisc RCD 10087/88 | Zappa Records CDD ZAPPA 40 2CD)
- You Can’t Do That on Stage Anymore vol 5 (10.07.1992 Rykodisc RCD 10089/90 | Zappa Records CDD ZAPPA 46 2CD)
- You Can’t Do That on Stage Anymore vol 6 (10.07.1992 Rykodisc RCD 10091/92 | Zappa Records CDD ZAPPA 47 2CD)
- Playground Psychotics (27.10.1992 Barking Pumpkin D2 74244 | Zappa Records CDD ZAPPA 55 2CD)
- Ahead of Their Time (20.04.1993 Barking Pumpkin D2 74246 | Zappa Records CDZAP 51 CD)
- The Yellow Shark (2.11.1993 Barking Pumpkin R2 71600 | Zappa Records CDZAP 57 CD)
- Civilization, Phaze III (2.12.1994 Barking Pumpkin UMRK 01 | Zappa Records CDZAP 56 2CD)

### Wydawnictwa pośmiertne
- The Lost Episodes (27.02.1996 Rykodisc RCD 40573 CD)
- Läther (24.09.1996 Rykodisc RCD 40574/76 3CD) – pierwotnie jako Zappa SRZ-4-1500 4LP, planowane na 31.10.1977
- Frank Zappa Plays The Music Of Frank Zappa: A Memorial Tribute (31.10.1996 Barking Pumpkin UMRK 02)
- Have I Offended Someone? (8.04.1997 Rykodisc RCD 10577 CD)
- Mystery Disc (09.1998 Rykodisc RCD 10580 CD)
- Everything Is Healing Nicely (12.1999 Barking Pumpkin UMRK 03 CD)
- FZ:OZ (16.08.2002 Vaulternative Records VR 2002-1 2CD)
- Halloween (4.02.2003 Vaulternative DTS 1101 DVD-A)
- Joe’s Corsage (30.05.2004 Vaulternative Records VR 20041 CD, Frank Zappa Catalog 12 plików FLAC 16-bit/44.1kHz)
- QuAUDIOPHILIAc (4.09.2004 Barking Pumpkin DTS 1125 DVD-A)
- Joe’s Domage (1.10.2004 Vaulternative Records VR 20042 CD, Frank Zappa Catalog 10 plików FLAC 16-bit/44.1kHz)
- Joe’s XMASage (12.2005 Vaulternative Records VR 20051 CD)
- Imaginary Diseases (01.2006 Zappa Records ZR 20001 CD)
- Trance-Fusion (10.2006 Zappa Records ZR 20002 CD)
- The MOFO Project/Object (5.12.2006 Zappa Records ZR 20005 2CD, Frank Zappa Catalog 32 pliki FLAC 16-bit/44.1kHz)
- The MOFO Project/Object (Deluxe) (12.12.2006 Zappa Records ZR 20004 4CD)
- Buffalo (1.04.2007 Vaulternative Records VR 2007-1 2CD)
- The Dub Room Special! (24.08.2007 Zappa Records ZR 20006 CD)
- Wazoo (31.10.2007 Vaulternative Records VR 2007-2 2CD)
- One Shot Deal (13.06.2008 Zappa Records ZR 20007 CD)
- Joe’s Menage (26.09.2008 Vaulternative Records VR 20081)
- The Lumpy Money Project/Object (9.01.2009 Zappa Records ZR 20008 3CD)
- Philly ‘76 (15.12.2009 Vaulternative Records VR 20091 2CD)
- Greasy Love Songs (4.04.2010 Zappa Records ZR 20010 CD)
- Frank Zappa Congress Shall Make No Law... (19.09.2010 Zappa Records ZR 20011 CD)
- Hammersmith Odeon (6.11.2010 Vaulternative Records VR 20101 3CD)
- Feeding the Monkies at Ma Maison (22.09.2011 Vaulternative Records VR 20012 CD, Zappa Records - ZR 3 pliki AAC)
- Carnegie Hall (31.10.2011 Vaulternative Records VR 2011-1 4CD)
- Road Tapes, Venue No. 1 (7.11.2012 Vaulternative Records VR 20122 2CD mono)
- Understanding America (31.10.2012 Zappa ZR 3892 2CD)
- Finer Moments (18.12.2012 Zappa Records ZR 3894 2CD, ZR 3894-1 2LP)
- Baby Snakes: The Compleat Soundtrack (21.12.2012 Zappa Records 30 plików MPEG3, 320 kbps)
- Road Tapes, Venue 2 (31.10.2013 Vaulternative Records VR 2013-1 2CD)
- A Token of His Extreme (Soundtrack) (25.11.2013 Zappa Records ZR 20015 CD)
- Joe’s Camouflage (30.01.2014 Vaulternative Records VR 20132 CD, Frank Zappa Catalog 15 plików FLAC 16-bit/44.1kHz)
- Roxy by Proxy (15.03.2014 Zappa Records ZR 20017 2CD)
- Dance Me This (21.07.2015 Zappa Records ZR 20018 CD)
- 200 Motels: The Suites (LA Philharmonic-Conducted by Esa-Pekka Salonen) (20.11.2015 Zappa Records ZR0019 2CD, 13 plików FLAC)
- Roxy The Soundtrack (31.10.2015 Eagle Vision EVB335219 DVD+CD or BD+CD, nie sprzedawano osobnego CD)
- Road Tapes, Venue 3 (27.05.2016 Vaulternative Records VR 2016-1 2CD)
- The Crux of the Biscuit (15.07.2016 Zappa Records ZR20020 CD)
- Frank Zappa For President (15.07.2016 Zappa Records ZR20021 CD, 7 plikó AAC)
- ZAPPAtite: Frank Zappa's Tastiest Tracks (23.09.2016 Zappa Records ZR20023 CD)
- Meat Light (Uncle Meat Project/Object Audio Documentary) (4.11.2016 Zappa Records ZR20024 3CD, Frank Zappa Catalog 79 plików FLAC 16-bit/44.1kHz)
- Chicago ‘78 (4.11.2016 Zappa Records ZR20025 2CD)
- Little Dots (4.11.2016 Zappa Records ZR20026 CD)
- Halloween 77: The Palladium, NYC (31.10.2017 Zappa Records ZR20027 Box Set zawierający kostium i 24-bit WAV audio USB stick z kompletem sześciu koncertów: 10.28.77 (2 shows), 10.29.77 (2 shows), 10.30.77, 10.31.77 / wersja okrojona Zappa Records ZR20027K 3CD)
- The Roxy Performances (2.02.2018 Zappa Records ZR20028 7CD)
- Zappa in New York 40th Anniversary (Deluxe edition) (29.03.2019 Zappa Records ZR20029 5CD, 3LP)
- Orchestral Favorites 40th Anniversary (Deluxe edition) (15.08.2019 Zappa Records ZR20030 3CD, ZR3860-1 LP)
- Halloween 73 (31.10.2019 Zappa Records ZR20031 Box Set zawierający kostium i 4CD)
- Halloween 73 Highlights (31.10.2019 Zappa Records ZR20031Z CD)
- The Hot Rats Sessions (20.12.2019 Zappa Records ZR20032 Box Set 6CD, album ze zdjęciami i esejami oraz gra Zappa Land)
- The Mothers 1970 (26.06.2020 Zappa Records ZR20033 Box Set 4CD, album ze zdjęciami + znaczek z tytułem płyty)
- Halloween 81: Live at the Palladium (2.10.2020 Zappa Records ZR20034 Box Set zawierający kostium i 6CD, również w wersji mp3)
- Halloween 81 Highlights (2.10.2020 Zappa Records ZR20034Z CD)
- Zappa – Original Motion Picture Soundtrack (27.11.2020 jako zbiór 68 plików AAC, 19.02.2021 Zappa Records ZR20035-2 3CD, 7.05.2021 ZR20035-1 5LP (wersja czarna i dymowa), ZR20035-1C 2LP (wersja krystaliczna))
- Zappa ’88: The Last U.S. Show (18.06.2021 Zappa Records ZR20036-1 Box 4LP (wersja czarna i limitowana purpurowa), ZR 20036-2 2CD (wersja w kartonowym pudełku i 20036-2J w zwykłym))
- 200 Motels (50th Anniversary Edition) (17.12.2021 Zappa Records ZR20037 Box 6CD, deluxe & limited, ZR3846-1R 2LP, czerwony winyl i ZR 3846-2J 2LP, czarny)
- The Mothers 1971 (18.03.2022 Zappa Records ZR20038 8CD, Frank Zappa Catalog 100 plików FLAC 24-bit 96kHz)
- Zappa/Erie (17.06.2022 Zappa Records ZR20039 Box 6CD, 72 pliki FLAC 24-bit 96kHz)
- Zappa ’75: Zagreb/Ljubljana (14.10.2022 Zappa Records ZR20040 2CD, Frank Zappa Catalog 26 plików FLAC 16-bit/44.1kHz)
- Waka/Wazoo (16.12.2022 Zappa Records ZR20041 4CD+BR, Frank Zappa Catalog 30 plików FLAC 24-bit 96kHz)
- Zappa ’80: Mudd Club/Munich (3.03.2023 Zappa Records ZR20042 3CD), wydano też osobno: Zappa ’80: Mudd Club (31.03.2023 Zappa Records ZR20042-1 2LP, ZR20042-1B 2LP Coke Clear, Frank Zappa Catalog 15 plików FLAC 24-bit 192kHz) oraz Zappa ’80: Munich (31.03.2023 Zappa Records ZR20042-2 3LP, ZR20042-2 3LP Clear Orange)
- Funky Nothingness (30.06.2023 Zappa Records ZR20043 3CD, ZR20043-1 2LP, Frank Zappa Catalog 25 plików FLAC 24-bit 96kHz)
- Over-Nite Sensation 50th Anniversary Edition (16.11.2023 Zappa Records ZR20044 lub ZR20044 ST01 4CD+BR, Quadraphonic, Multichannel, ZR20044-1 2LP, ZR20044-1B 2LP Clear Splatter, Deluxe Edition, Frank Zappa Catalog 54 pliki FLAC 24-bit 96kHz)
- Whisky a Go Go 1968 (21.06.2024 Zappa Records ZR20045 3CD, Frank Zappa Catalog 32 pliki FLAC 24-bit 96kHz, 12.07.2024 Zappa Records ZR20045-2 2LP, ZR20045-5 4LP Limited Edition, Custom Turntable Mat Box Set)
- Apostrophe (') 50th Anniversary Edition (13.09.2024 Zappa Records ZR20046 5CD+BR Quadraphonic, Multichannel, Deluxe Edition, Limited Edition, ZR20046-1 LP Gold, ZR20046-1B LP White With Yellow Splatter [Yellow Snow] + 7" Cloudy With Yellow Splatter [Glow In The Dark], Frank Zappa Catalog 66 plików FLAC 24-bit 96kHz)
- Cheaper Than Cheep (9.05.2025 Zappa Records ZR20047 2CD+BR, ZR20047-2 Box Set Super Deluxe Edition 3LP+2CD+BR, ZR20047-2B Box Set Limited Super Deluxe Edition 3LP(Picture Disc)+2CD+BR, 27.06.2025 ZR20047-1 3LP, 16.05.2025 Frank Zappa Catalog 25 plików FLAC 24-bit 96kHz)

### Albumy kompilacyjne
- The **** of the Mothers (10.1969 Verve Records – V6-5074X, V6-5074, V6/5074, LP)
- The Mothers of Invention (07.1970 MGM Records – GAS 112, LP)
- Worst of the Mothers (03.1971, MGM Records – SE 4754, LP)
- The Guitar World According to Frank Zappa (06.1987, Guitar World – GW 002, kaseta; wznowienie 13.04.2019 Zappa Records, UMe, Guitar World – BPR1233, LP)
- Strictly Commercial (08.1995 Rykodisc – RCD 40500 CD, 	Rykodisc – RALP 40500 2LP)
- Strictly Genteel (05.1997 Rykodisc – RCD 10578 CD)
- Cucamonga  (Frank's Wild Years) (24.02.1998 Del-Fi Records – DFCD 71261 CD)
- Cheap Thrills (05.1998 Rykodisc – RCD 10579 ECD)
- Son of Cheep Thrills (04.1999, Rykodisc – RCD 10581 ECD)
- The Frank Zappa AAAFNRAA Birthday Bundle (15.12.2006 Zappa Records 11 plików AAC)
- The Frank Zappa AAAFNRAAA Birthday Bundle (21.12.2008 Zappa Records 13 plików AAC 256 kbps)
- The Frank Zappa AAAFNRAAAA Birthday Bundle (21.12.2010 Zappa Records 12 plików AAC 256 kbps)
- The Frank Zappa AAAFNRAAAAAM Birthday Bundle (21.12.2010 Zappa Records 13 plików AAC)
- The Frank Zappa Finer Moments (18.12.2012 Zappa Records – 0238942 2CD, Barking Pumpkin Records, Zappa Records, UMe – ZR 3894-1 2LP)
- The Frank Zappa AAAFNRAA Birthday Bundle (21.12.2014 Zappa Records – ZP17COMBO 3 pliki FLAC i MPEG-4 Video)
- ZAPPAtite (Frank Zappa's Tastiest Tracks) (23.09.2016 Zappa Records – ZR 20023 CD)
- A Very Zappa Birthday EP (21.12.2020 UMG Recordings, Inc. 6 plików FLAC)

## Nagrody i pozycje na listach przebojów
- W 2003 został sklasyfikowany na 45. miejscu listy 100 najlepszych gitarzystów wszech czasów magazynu Rolling Stone[11].
- 1995 wprowadzony do Rock and Roll Hall of Fame[12]
- nagrody Grammy
  - 1987 Jazz From Hell w kategorii Rock Instrumental Performance
  - 1996 Civilization Phase III w kategorii Best Recording Package – Boxed
  - 1997 Grammy Lifetime Achievement Award

| Albumy na liście The Billboard 200 | Albumy na liście The Billboard 200              | Albumy na liście The Billboard 200 |
| Rok                                | Album                                           | pozycja                            |
| ---------------------------------- | ----------------------------------------------- | ---------------------------------- |
| 1967                               | Freak Out!                                      | 130                                |
| 1967                               | Absolutely Free                                 | 41                                 |
| 1968                               | Lumpy Gravy                                     | 159                                |
| 1968                               | We’re Only In It For The Money                  | 30                                 |
| 1969                               | Cruising with Ruben & The Jets                  | 110                                |
| 1969                               | Hot Rats                                        | 173                                |
| 1969                               | Mothermania/The Best of the Mothers             | 151                                |
| 1969                               | Uncle Meat                                      | 43                                 |
| 1970                               | Burnt Weeny Sandwich                            | 94                                 |
| 1970                               | Chunga’s Revenge                                | 119                                |
| 1970                               | Weasels Ripped My Flesh                         | 189                                |
| 1971                               | Frank Zappa’s 200 Motels                        | 59                                 |
| 1971                               | The Mothers/Fillmore East-June 1971             | 38                                 |
| 1972                               | Just Another Band From L.A.                     | 85                                 |
| 1972                               | Waka/Jawaka – Hot Rats                          | 152                                |
| 1973                               | Over-nite Sensation                             | 32                                 |
| 1974                               | Apostrophe (')                                  | 10                                 |
| 1974                               | Roxy & Elsewhere                                | 27                                 |
| 1975                               | Bongo Fury                                      | 66                                 |
| 1975                               | One Size Fits All                               | 26                                 |
| 1976                               | Zoot Allures                                    | 61                                 |
| 1978                               | Studio Tan                                      | 147                                |
| 1978                               | Zappa In New York                               | 57                                 |
| 1979                               | Joe’s Garage, Act I                             | 27                                 |
| 1979                               | Orchestral Favorites                            | 168                                |
| 1979                               | Sheik Yerbouti                                  | 21                                 |
| 1979                               | Sleep Dirt                                      | 175                                |
| 1980                               | Joe’s Garage, Acts II & III                     | 53                                 |
| 1981                               | Tinsel Town Rebellion                           | 66                                 |
| 1981                               | You Are What You Is                             | 93                                 |
| 1982                               | Ship Arriving Too Late To Save a Drowning Witch | 23                                 |
| 1983                               | The Man From Utopia                             | 153                                |
| 1986                               | Frank Zappa Meets the Mothers of Prevention     | 153                                |

| Single na liście The Billboard Hot 100 | Single na liście The Billboard Hot 100 | Single na liście The Billboard Hot 100 | Single na liście The Billboard Hot 100 |
| Rok                                    | Piosenka                               | pozycja                                |                                        |
| -------------------------------------- | -------------------------------------- | -------------------------------------- | -------------------------------------- |
| 1974                                   | Don’t Eat The Yellow Snow              | 86                                     |                                        |
| 1976                                   | Disco Boy                              | 105                                    |                                        |
| 1979                                   | Dancin’ Fool                           | 45                                     |                                        |
| 1980                                   | I Don’t Wanna Get Drafted              | 103                                    |                                        |
| 1982                                   | Valley Girl                            | 32                                     |                                        |

## Filmografia
- 200 Motels (10.11.1971, film muzyczny, reżyseria: Tony Palmer, Frank Zappa)[13]
- Baby Snakes (21.12.1979, film dokumentalny, reżyseria: Frank Zappa)[14]
- The Dub Room Special (31.10.1982, film dokumentalny, reżyseria: Dick Darley, Clark Santee, Frank Zappa)[15]
- Does Humor Belong In Music? (15.01.1985, koncert – The Pier, New York, 26.08.1984, reżyseria: Frank Zappa)[16]
- Video From Hell (15.01.1987, reżyseria: Frank Zappa)[17]
- Uncle Meat (15.09.1987, reżyseria: Frank Zappa)[18]
- The Amazing Mister Bickford (15.05.1987, film dokumentalny, reżyseria: Frank Zappa, Bruce Bickford)[19]
- The True Story of Frank Zappa's 200 Motels (1988, film dokumentalny, reżyseria: Frank Zappa)[20]
- Decade (1989, film dokumentalny, reżyseria: Ted Haimes, Martha Spanninger)[to nie jest film o Zappie][21]
- Tom Arnold: The Naked Truth (1991, film dokumentalny, reżyseria: Peter Segal)[22]
- The Revenge of the Dead Indians (1993, film dokumentalny, reżyseria: Henning Lohner)[23]
- Frank Zappa: Apostrophe(')/Over-Nite Sensation (1.05.2007, film dokumentalny, reżyseria: Matthew Longfellow)[24]
- The Torture Never Stops (29.05.2008, koncert – The Palladium, New York City, 31.10.1981, reżyseria: Frank Zappa)
- A Token Of His Extreme (4.07.2013, koncert - KCET, Los Angeles, 27.08.1974, reżyseria: Frank Zappa)[25]
- Roxy – The Movie (30.10.2015, film dokumentalny i koncerty – The Roxy Theatre, Hollywood, 8-10.12.1973, reżyseria: Frank Zappa)[26]
- Zappa (28.10.2020, biograficzny film dokumentalny, reżyseria: Alex Winter)[27]